# Мохамед Абдеррахмане Оулд Мойн
Мохамед Абдеррахмане Оулд Мойн (англ. Mohamed Abderrahmane Ould Moine) — мавританський політик і дипломат. Міністр охорони здоров'я та соціальних питань Мавританії (28.04.1990 — 07.04.1991). Міністр закордонних справ та кооперації Мавританії (1992—1993).